# Diocese de Città di Castello
A Diocese de Città di Castello (em latim: Dioecesis Civitatis Castelli ou Tifernatensis) é uma diocese latina da Igreja Católica na província eclesiástica da Arquidiocese de Perugia-Città della Pieve, na região central italiana da Úmbria.
A diocese compreende apenas o território de Città di Castello e mais 6 comunas. A diocese possui 60 paróquias das quais a arcipretura de San Giustino é a maior (5000 fiéis).
A população Católica é de 98,1%.